# Żółw ozdobny
Żółw ozdobny (Trachemys scripta) – gatunek gada z podrzędu żółwi skrytoszyjnych z rodziny żółwi błotnych (Emydidae), a w dawnym, szerszym znaczeniu grupa gatunków i podgatunków, tzw. Trachemys scripta complex. Żółwie ozdobne są popularnymi zwierzętami terrarystycznymi.

## Występowanie
Zasięg występowania żółwi ozdobnych Trachemys scripta (sensu lato), czyli w starszym ujęciu systematycznym, obejmował obszary na południe od Wielkich Jezior przez Amerykę Środkową po Wenezuelę w Ameryce Południowej. We współczesnym znaczeniu, zaproponowanym przez Seidela (zobacz niżej), a skorygowanym przez innych autorów, do gatunku Trachemys scripta zaliczane są tylko trzy podgatunki występujące w Stanach Zjednoczonych i północno-wschodnim Meksyku. W Polsce do potrzeb opracowania procedury oceny ryzyka negatywnego oddziaływania inwazyjnych i potencjalnie inwazyjnych gatunków obcych opracowano mapę zasięgu tego gatunku.

## Opis gatunku
Żółw ozdobny jest gatunkiem stosunkowo dużym – długość karapaksu samic osiąga do 32,8 cm (u samców do 26,1 cm). Po obu stronach głowy, za oczami, widoczne są wyraźne paski koloru czerwonego, pomarańczowego lub żółtego. Na karapaksie występuje delikatny kil (ostro zakończony wyrostek skórny). Tylne tarczki brzegowe są lekko ząbkowane. Na dolnej części tarczek brzeżnych oraz na moście łączącym karapaks z plastronem zazwyczaj występują ciemne znaczenia. Plastron jest koloru żółtego i może być ozdobiony wzorem lub nie. Kolor skóry mieści się w palecie od zieleni przez oliwkowy do brązowego, przy czym niezależnie od koloru występują na niej żółte paski. Szyja i nogi są mocno paskowane.

## Podgatunki
W obrębie tego gatunku wyróżniano liczne podgatunki oraz mieszańce. Wielu badaczy określa obecnie nazwą Trachemys scripta całą grupę blisko spokrewnionych gatunków (ang. T. scripta complex). Michael E. Seidel przeprowadził w 2002 badania relacji pokrewieństwa pomiędzy przedstawicielami tej grupy i zaproponował nową klasyfikację rodzaju Trachemys.
Obecnie wyróżnia się trzy podgatunki Trachemys scripta:
- Trachemys scripta scripta (podgatunek nominatywny) – żółw żółtobrzuchy[4]
- Trachemys scripta elegans – żółw czerwonolicy (lub czerwonouchy)[4]
- Trachemys scripta troostii – żółw żółtolicy[4].

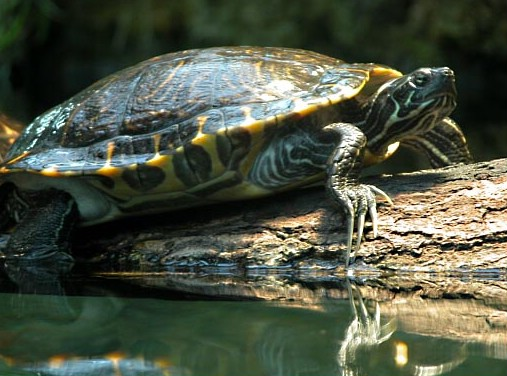
Trachemys scripta troostii

Podgatunki dawniej zaliczane do tego gatunku i ich nowe nazwy:
- Trachemys scripta callirostris – obecnie traktowany jako odrębny gatunek Trachemys callirostris
- Trachemys scripta cataspila – Trachemys venusta cataspila
- Trachemys scripta chichiriviche – Trachemys callirostris chichiriviche
- Trachemys scripta emolli – Trachemys grayi emolli
- Trachemys scripta grayi – obecnie traktowany jako odrębny gatunek Trachemys grayi
- Trachemys scripta gaigeae – obecnie traktowany jako odrębny gatunek Trachemys gaigeae
- Trachemys scripta hartwegi – obecnie traktowany jako odrębny gatunek Trachemys hartwegi
- Trachemys scripta hiltoni – Trachemys nebulosa hiltoni
- Trachemys scripta nebulosa – obecnie traktowany jako odrębny gatunek Trachemys nebulosa
- Trachemys scripta ornata – obecnie traktowany jako odrębny gatunek Trachemys ornata
- Trachemys scripta taylori – obecnie traktowany jako odrębny gatunek Trachemys taylori
- Trachemys scripta venusta – obecnie traktowany jako odrębny gatunek Trachemys venusta
- Trachemys scripta yaquia – obecnie traktowany jako odrębny gatunek Trachemys yaquia

## Inwazyjny gatunek obcy
Gatunek obcy, występujący na obszarze Polski w środowisku przyrodniczym, niezadomowiony. Na podstawie rozporządzenia nr 1143/2014 został wpisany na listę inwazyjnych gatunków obcych uznanych za stwarzające zagrożenie dla Unii. Rozporządzenie Parlamentu Europejskiego i Rady (UE) nr 1143/2014 z 22 października 2014 r. w sprawie działań zapobiegawczych i zaradczych w odniesieniu do wprowadzania i rozprzestrzeniania inwazyjnych gatunków obcych, weszło w życie 1 stycznia 2015 r. i jest stosowane bezpośrednio w krajach członkowskich UE.
Na terenie Polski gatunek uznany za inwazyjny gatunek obcy. Ujęty w rozporządzeniu Ministra Środowiska z dnia 9 września 2011 r. w sprawie listy roślin i zwierząt gatunków obcych, które w przypadku uwolnienia do środowiska przyrodniczego mogą zagrozić gatunkom rodzimym lub siedliskom przyrodniczym. W związku z tym, wwiezienie do Polski żółwia z tego gatunku wymaga zgody Generalnego Dyrektora Ochrony Środowiska, natomiast przetrzymywanie, hodowla, rozmnażanie, oferowanie do sprzedaży i zbywanie wymaga zgody Regionalnego Dyrektora Ochrony Środowiska (art. 120).
Główną przyczyną wnikania żółwi ozdobnych do środowiska przyrodniczego w Polsce jest celowe wypuszczanie hodowanych osobników przez właścicieli. Na mniejszą skalę dochodzi zapewne także do ucieczek, zwłaszcza osobników przetrzymywanych poza pomieszczeniami zamkniętymi.
Stanowi szczególne zagrożenie dla żółwia błotnego, bo zajmują podobną niszę ekologiczną.